# Saint-Laurent-sur-Sèvre
Saint-Laurent-sur-Sèvre é uma comuna francesa na região administrativa da Pays de la Loire, no departamento de Vendéia. Estende-se por uma área de 15,79 km². Em 2010 a comuna tinha 4 060 habitantes (densidade: 257,1 hab./km²).